# Каскадный
Каска́дный — посёлок в Андроповском районе (муниципальном округе) Ставропольского края России.

## География
Расстояние до краевого центра: 52 км.
Расстояние до районного центра: 28 км.

## История
До 16 марта 2020 года посёлок входил в упразднённый Водораздельный сельсовет.

## Население
| 1989 | 2002 | 2010 | 2011 | 2014 |
| ---- | ---- | ---- | ---- | ---- |
| 715  | ↗836 | ↘699 | ↘690 | ↘600 |

По данным переписи 2002 года в национальной структуре населения преобладают русские (74 %).

## Инфраструктура
- Дом культуры[9]. Открыт 5 апреля 1979 года[10]
- Фельдшерско-акушерский пункт[11]
- В северо-западной части посёлка находятся 2 общественных открытых кладбища площадью 3000 м² и 7000 м²[12].

## Образование
- Основная общеобразовательная школа № 6[13].
- Специальная (коррекционная) общеобразовательная школа-интернат № 15 VIII вида[14]. Открыта 20 декабря 1983 года[15]